# Chaetops frenatus
O salta-rochas-do-cabo (Chaetops frenatus) é uma espécie de ave passeriforme da família Chaetopidae. endémica do fynbos das montanhas do sul da África do Sul.
É uma ave insetívora que nidifica no solo e procura alimento entre as encostas e vertentes rochosas. Com frequência permanece pousada nas rochas. Cria em grupos ocupando territórios entre 4 e 11 ha, geralmente compostos por um casal reprodutor e um ou dois indivíduos adicionais, normalmente crias do par da temporada anterior. Estes ajudantes participam na defesa do território com cantos de alarme, e alimentam a prole do par reprodutor. As fêmeas também participam na construção do ninho e na incubação.
O salta-rochas-do-cabo tem entre 23 e 25 cm de comprimento, tem uma longa cauda negra e patas robustas. O macho tem a cabeça de cor cinzenta-escura com uma fina lista supraciliar branca e uma longa bigoteira branca. O dorso e asas são grisalhas escuras e suas partes inferiores e rabadilha são de cor avermelhada. A fêmea e os juvenis têm cabeça, asas e demais partes superiores de um cinzento mais claro, um padrão de cor na cabeça mais discreto, a rabadilha laranja, e as partes inferiores anteadas. O seu canto consiste num alto wiioo.
Não sobrepõe a sua área de distribuição com a do seu parente próximo, o salta-rochas-de-drakensberg (Chaetops aurantius). O macho desta última espécie tem a parte inferior alaranjada, e a fêmea e as crias exibem partes inferiores mais claras que as do salta-rochas-do-cabo.

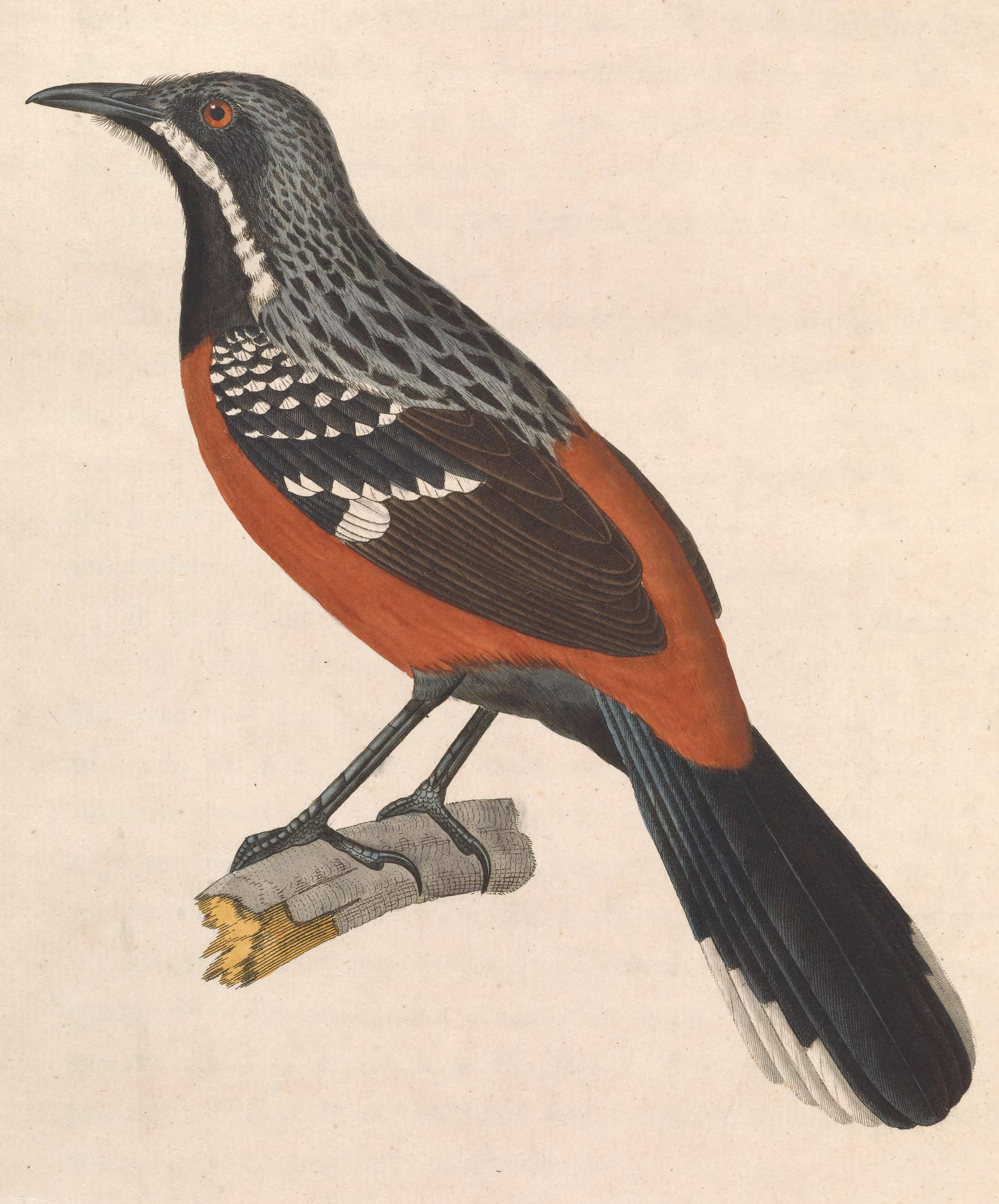
Ilustração da descrição de 1838.